# Rodalquilarite
La rodalquilarite est une espèce minérale du groupe des oxydes et du sous-groupe des tellurites, de formule H3FeIII2(TeIVO3)4Cl.

## Inventeur et étymologie
La rodalquilarite a été décrite en 1965 par Sierra Lopez, J., G. Leal, R. Perriot, Y. Laurent, J. Protas et Y. Dusausoy ; elle est nommée d'après sa localité-type : le gisement espagnol de Rodalquilar, dans la Province d'Almería.

## Topotype
- Rodalquilar, Níjar, Province d'Almería, Andalousie, Espagne[3].
- Les échantillons de référence sont déposés au Muséum national d'histoire naturelle de Paris ainsi qu'au Mines ParisTech (école nationale supérieure des mines) de Paris.

## Cristallographie
- Paramètres de la maille conventionnelle : a = 8,95(5) Å ; b = 5,09(1) Å ; c = 6,63 Å ; α = 103,17° ; β = 107,08° ; γ = 77,87° ; Z = 1 ; V = 277,77 Å3.
- Densité calculée : 5,08–5,14

## Gîtologie
La rodalquilarite est un rare minéral secondaire formé dans les zones d'oxydation des gisements de tellure et de métaux précieux.

### Minéraux associés
- emmonsite, or, alunite, jarosite, quartz (Rodalquilar, Espagne) ;
- tellure, mackayite, emmonsite (Chili) ;
- emmonsite, sonoraïte (Joe mine, Arizona, USA).

## Habitus
La rodalquilarite se trouve le plus souvent sous la forme d'encroûtements pouvant atteindre 2,5 centimètres de largeur. Elle se trouve également en cristaux millimétriques atteignant 5 millimètres.

## Gisements remarquables
- Chili

Mine à ciel ouvert de Wendy, Mine Tambo, gisement El Indio, Province de Elqui, Région de Coquimbo
- Espagne

Mine Maria Josefa, Rodalquilar, Níjar, Province d'Almería, Andalousie,.
- États-Unis

Tombstone, Joe Mine/Grand Central Mine, Contention-Grand Central Mine group, District de Tombstone, Comté de Cochise, Arizona

## Galerie

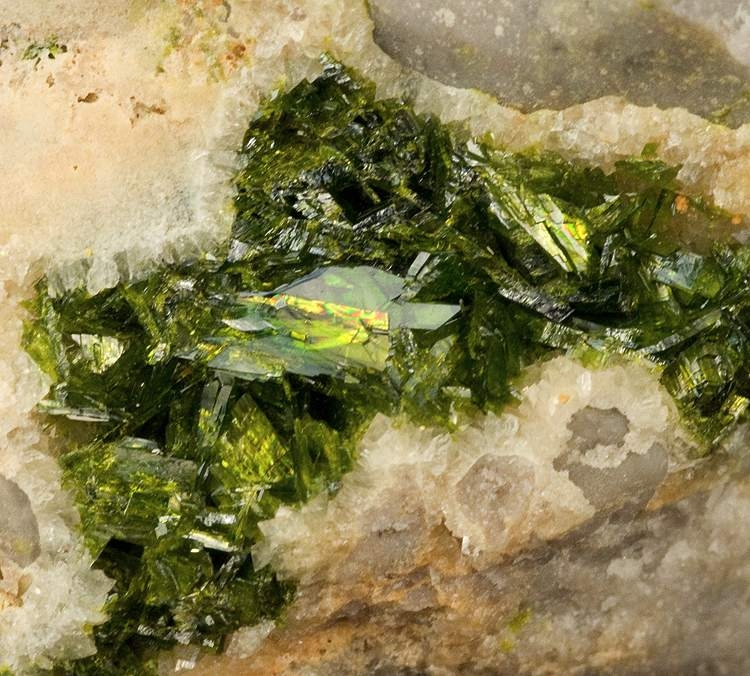
Rodalquilarite sur alunite, Chili
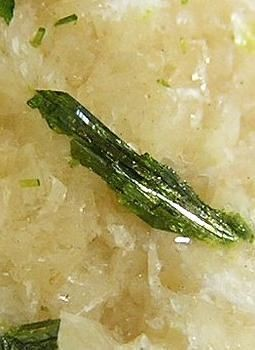
Rodalquilarite sur alunite, Chili, cristal: 4-5 mm
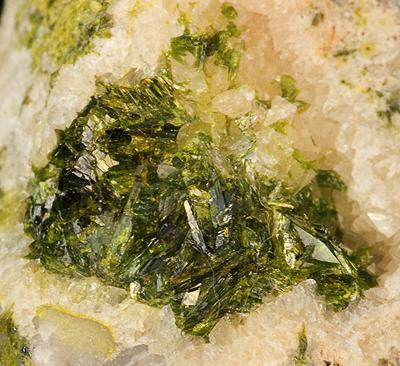
Chili